# Bulharský cestovní pas

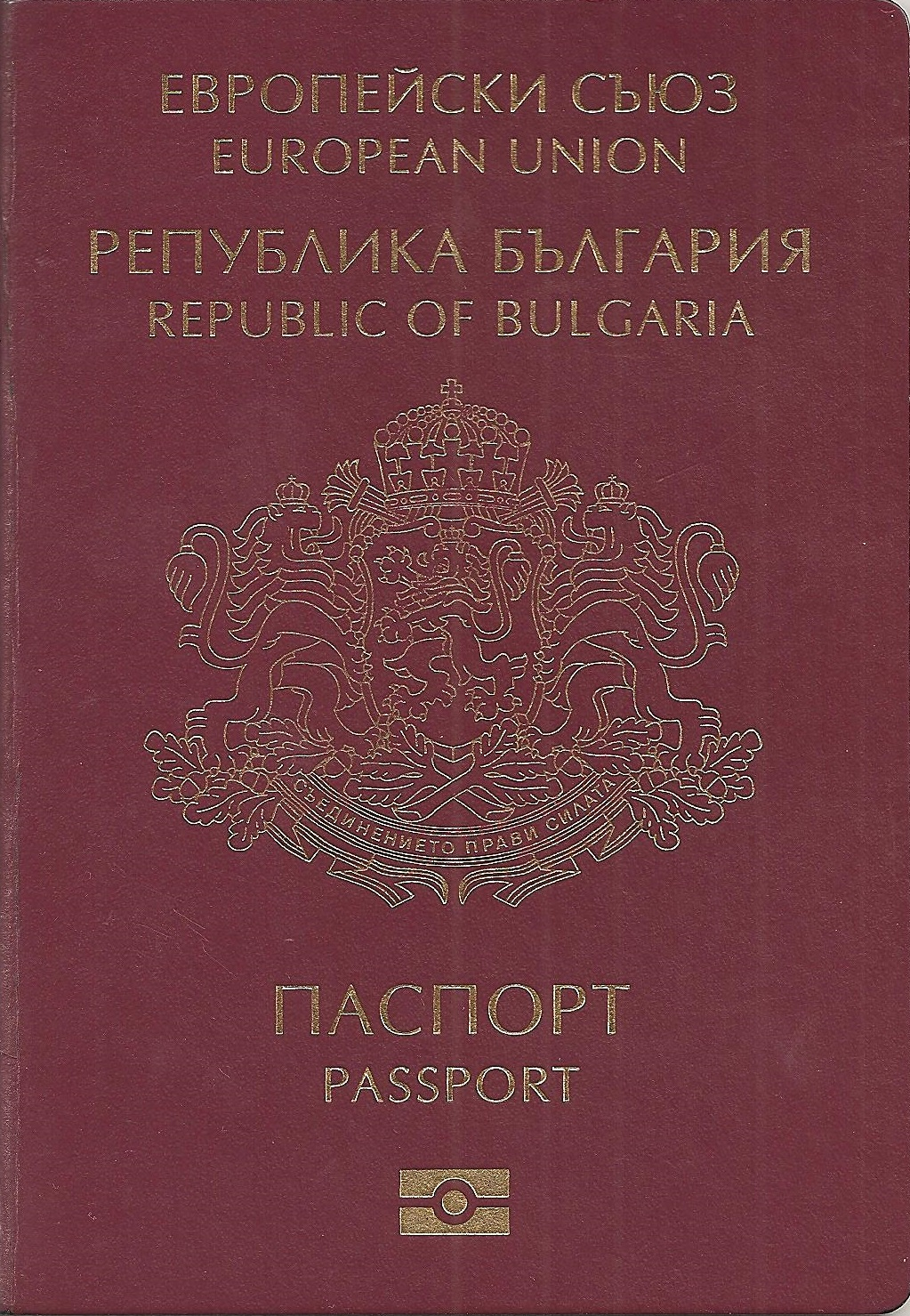
Bulharský cestovní pas

Bulharský cestovní pas, nebo, jak mu Bulhaři v minulosti říkali, zahraniční pas, je bulharský osobní doklad pro cesty do zahraničí, vydaný občanovi Bulharska, který slouží ke zjištění totožnosti osoby a jako doklad o bulharském občanství.
Každý bulharský občan je zároveň občanem Evropské unie. Ministerstvo vnitra je odpovědné za vydávání a obnovování cestovních pasů. Pro cesty v rámci Evropské unie, zemí vstupujících do Schengenského prostoru a společného cestovního prostoru, jakož i v Bosně a Hercegovině, Černé Hoře, Kosovu, Srbsku, Republice Severní Makedonie a Turecku nemusí mít bulharští občané cestovní pas, ale mohou používat pouze své místní průkazy totožnosti. Pas opravňuje jeho držitele k pomoci a ochraně napříč bulharskými a evropskými diplomatickými misemi a konzulárními úřady v zahraničí a zůstává majetkem Bulharské republiky. Běžné bulharské pasy se vydávají na dobu 5 let (jiná doba trvání není k dispozici).

## Uvolnění
Běžné bulharské pasy vydává ministerstvo vnitra. Při cestování pouze v rámci hranic Evropské unie není povinné mít u sebe bulharský pas; k ověření totožnosti stačí předložit bulharský občanský průkaz. V současných bulharských pasech jsou osobní údaje a informace psány v bulharštině a angličtině.

## Vízové požadavky

Vízové požadavky bulharských občanů
Svoboda pohybu
Vízum není třeba
Vízum udělována při příjezdu
Еlektronické vízum (eVisa)
Vízum nutné předem